# Iwasa Sakutarō
Sakutarō Iwasa (岩佐 作太郎, Iwasa Sakutarō, 1879–1967) est un anarchiste Japonais et une figure majeure du mouvement anarchiste au Japon au XXe siècle. Il eut une influence significative sur le mouvement en développant la notion anarcho-communiste de l'« anarchisme pur » (junsei museifushugi).
Restant actif jusqu'à l'âge de 87 ans, on a dit à son sujet après sa mort que « la route empruntée par le vieil Iwasa, s'étendant à travers les ères Meiji, Taishō et Shōwa d'avant-guerre et d'après-guerre, était l'histoire du mouvement anarchiste japonais lui-même ».

## Jeunesse
Sakutarō Iwasa est né en 1879, dans un hameau agricole de la préfecture de Chiba, au Japon. Son père était un riche fermier propriétaire de terres et était le chef de cinq villages. Son grand-père l'avait aussi été et avait encouragé la production communautaire dans les fermes qu'il supervisait, aboutissant à un « village à moitié communiste ». Cela a incité Iwasa à croire en la possibilité de formes d'organisation anarchistes dès son plus jeune âge.
Il a reçu une éducation primaire traditionnelle, mais a abandonné le collège en raison de l'ennui de ses études. Il poursuite des études de droit à la Faculté de Tokyo (aujourd'hui Université Hōsei), il souhaite abandonner une fois de plus, mais sa mère l'encourage à continuer jusqu'à ce qu'il obtienne son diplôme en 1898. Il est alors exposé au christianisme, mais, contrairement à beaucoup de jeunes progressistes de sa génération, ne s'est pas converti lui-même, arguant que « Jésus était une personne. Bouddha et Confucius étaient des personnes. Et moi aussi je suis une personne. »
Iwasa disposait de connexions importantes en raison de la richesse et de la position de son père, et a pu fréquenter le foyer d'un certain nombre de politiciens influents. Ce faisant, il en est devenu déçu par leur comportement et par la politique conventionnelle dans son ensemble.

## Militant anarchiste

### Aux États-Unis
En 1901, il s'installe aux États-Unis, où il reste jusqu'en 1914. Durant cette période, ses idées s'orientent vers l'anarcho-communisme, il est particulièrement radicalisé par la guerre russo-japonaise comme de nombreux autres anarchistes japonais, tel Kōtoku Shūsui . En 1905-1906, Kōtoku visite les États-Unis, où il a fondé le Parti de la révolution sociale (Shakai Kakumei Tō ) parmi les immigrants japonais en Californie. Iwasa y adhère, il est alors fortement inspiré par des éléments terroristes tels que les Socialistes révolutionnaires contemporains en Russie.
Lors de son passage dans l'organisation, il a probablement participé à l'écriture d'une lettre ouverte adressée à l'Empereur Meiji le menaçant d'assassinat en 1907. Il a nié toute implication dans la lettre, mais il a par la suite soutenu ouvertement Kōtoku lors de l'Incident de haute trahison, quand celui-ci a été accusé de participer à une conspiration pour assassiner l'empereur en 1910.

### Retour au Japon
Iwasa Sakutarō retourne au Japon en juin 1914, lorsqu'il est informé que sa mère est malade. À son arrivée au domicile familial, il est assigné à résidence pendant cinq ans dans son village natal, sous une surveillance policière constante. C'était pendant le fuyu jidai ou « période hivernale » du mouvement anarchiste au Japon, pendant laquelle l'État a sévèrement réprimé l'anarchisme et les militants anarchistes. 
En 1919, la « période hivernale » prit fin et Iwasa put déménager à Tokyo. Là, il est revenu à l'agitation anarchiste, assistant à des réunions, rédigeant et distribuant des journaux et organisant le mouvement. Il s'implique également dans le groupe de la revue Rōdō Undō (« mouvement ouvrier »), aux côtés d'autres figures notables tels que Ōsugi Sakae et Itō Noe. Il est aussi emprisonné pendant six mois en raison de son implication dans la fondation de la Fédération socialiste du Japon, une ligue socialiste de courte durée au début des années 1920, il était rédacteur de son journal Shakai shugi (« socialisme »),.
Comparé aux vues d'activistes comme Ōsugi, plus anarcho-syndicalistes, Sakutarō Iwasa était un partisan de l'anarcho-communisme et exprimait son scepticisme à l'égard de la dimension révolutionnaire des syndicats. Aux côtés de Hatta Shūzō, il était l'un des principaux défenseurs de ce qu'on a appelé l'« anarchisme pur » (junsei museifushugi), appelé ainsi en raison de son opposition à la « contamination » par les idées marxistes .

### Scissions et répression
En janvier 1926, la Kokushoku Seinen Renmei ( Kokuren) est formée comme fédération de militants anarchistes. En mai de la même année, c'est une fédération anarcho-syndicale appelée Zenkoku Jiren qui est formée. Ces organisations sont d'abord très proche, mais la tension entre les anarcho-syndicalistes et les anarchistes purs se développe en une rivalité plus large. En 1927, Iwasa publie son livre intitulé Anarchists Answer Like This, qui critiquait l'idée de lutte de classe et provoquait la division entre ces deux factions.
La scission se confirme en 1928 lorsque, lors de la deuxième conférence de la Zenkoku Jiren, les anarcho-syndicalistes en sortent en raison de railleries et de la relation antagoniste entre les deux factions. Iwasa était alors en Chine depuis 1927 et jusqu'à novembre 1929, il participait aux luttes anarchistes dans ce pays, notamment au sein de l'université du Travail à Shanghai et n'était donc pas directement impliqué dans cette division (bien que son influence y ait contribué).
À la suite de l'invasion de la Mandchourie en 1931, le tennō-militarisme gagne en influence au sein de l'État japonais qui se militarise et renforce la répression politique, et l'anarchisme est devenu une cible particulière. Une tentative de continuer le mouvement anarchiste même contre la répression gouvernementale a abouti à la formation du Parti communiste anarchiste japonais en 1934. Quoi qu'il en soit, Iwasa est resté fermement opposé à l'organisation centralisée du parti et a critiqué fermement le parti ne le considérant pas comme anarchiste, mais bolchevique.
En 1935, il tente d'ouvrir un café à Tokyo pour gagner sa vie. Quand ce projet échoue, Iwasa est retourné dans son village natal et a cultivé sa propre nourriture jusqu'à la fin de la Seconde Guerre mondiale.

### Après la Seconde Guerre mondiale
Après la fin de la guerre, Sakutarō Iwasa fait partie de ceux qui font revivre le mouvement anarchiste, où il redevient une figure influente. Il est élu président du Comité national de la Fédération anarchiste japonaise, formée en mai 1946, son rôle est surtout organisationnel. Malgré cette position de pouvoir, il déconseillait à quiconque, de le « considérer comme important ». Il accrochait fréquemment des pancartes autour de son cou pour annoncer des revues anarchistes au cours de ses longs voyages à travers le Japon pour aider à organiser la Fédération.
La Fédération a eu du mal à se développer dans le climat politique du Japon d'après-guerre et s'est divisée en deux factions. Le groupe successeur de la faction « purement anarchiste » était le Club anarchiste japonais (日本アナキストクラブ, Nihon Anakisuto Kurabu), Iwasa et d'autres anarchistes « purs » qui avaient survécu à la guerre rejoignirent le Club. Il reste un des animateurs influent dans le groupe jusqu'à sa mort, et il a continué à adhérer à son idéologie anarcho-communiste.

## Mort et héritage
Sakutarō Iwasa est mort en 1967, à l'âge de 87 ans. Il a été décrit par d'autres anarchistes comme ayant été « tenu en estime aussi haut que les montagnes et les étoiles », et même ses opposants politiques, comme Yamakawa Kikue, ont noté qu'il était d'une « jeunesse éternelle ». Il avait inspiré le respect de ses pairs depuis son jeune âge, étant connu sous le surnom de « Iwasa Rō (老) », un terme de respect littéralement traduit par « le vieil Iwasa », dès l'âge de 25 ou 26 ans.

### Idéologie
Iwasa était fermement anarcho-communiste, il avait été influencé par des penseurs comme Pierre Kropotkine. À ce titre, il souscrivait à la devise « De chacun selon ses moyens, à chacun selon ses besoins », et croyait en l'anti-autoritarisme. Il s'est opposé à l'autorité centralisée, que ce soit dans la tentative du Parti communiste anarchiste de 1934, ou par des méthodes de révolution syndicalistes, ce qui lui a valu d'être qualifié d'« anarchiste pur »,.
L'une de ses critiques vis-à-vis des méthodes d'organisation syndicalistes était sa « théorie du syndicat des bandits de la montagne ». Dans cette théorie, il a fait valoir que la relation entre les syndicats et leurs employeurs capitalistes était essentiellement similaire à la relation entre les membres d'un gang de bandits et son chef. Les anarchistes, d'après Iwasa, considèrent le capitalisme comme essentiellement exploiteur, tout comme les bandits exploitent leurs victimes. Dans son analogie Iwasa soutient donc que, indépendamment du fait que les membres du gang soient ou non responsables de ses opérations, le gang continuerait à piller ceux qui l'entouraient; et de la même manière, même si les syndicats prenaient en charge une entreprise, la nature du capitalisme resterait l'exploitation. Les syndicats s'étant développés de façon intrinsèquement conjointe au capitalisme, ils ne pourraient réformer la structure économique, qu'il faudrait détruire. Cette critique sévère des syndicats a contribué de manière significative à éloigner le mouvement anarchiste japonais des méthodes syndicalistes,.

### Travaux
- Les ouvriers et les masses (労働運動と大衆労働者運動, 1925)[22]
- Les anarchistes répondent comme ça (1927)[22]
- Pensées aléatoires sur la révolution (1931)[22]
- Souvenirs d'un anarchiste (posthume, 1983)[22],[23]